# Virgem (astrologia)
Virgem ou Virgo (♍) é o sexto signo astrológico do zodíaco, situado entre Leão e Libra e associado à constelação de Virgo. Seu símbolo é uma virgem. Forma com Touro e Capricórnio a triplicidade dos signos da Terra. É também um dos quatro signos mutáveis, juntamente com Gêmeos/Gémeos, Sagitário e Peixes. Com pequenas variações nas datas dependendo do ano, os virginianos e virginianas são as pessoas nascidas entre 23 de agosto e 
22 de setembro.

## Mitologia
Desde a antiguidade, acredita-se que os astros poderiam influenciar na forma como vivemos. A origem do horóscopo astrológico que predomina no ocidente é derivado de várias culturas, como a Astrologia Babilônica, Matemática Egípcia e no Pensamento Místico e Filosófico Grego, surgindo assim o Horóscopo do Zodíaco.
Higino cita várias versões sobre quem este signo representa; segundo Hesíodo, o signo representa a filha de Júpiter e Têmis; segundo Arato, ele representa a filha de Astreu e Aurora, que viveu na Era de Ouro dos homens e era sua líder. É o sexto. Por causa da sua prudência e brilho, ela foi chamada de Justiça, e naquele tempo não havia guerras, nem ninguém navegava pelos mares, cada qual cultivando o seu próprio campo. Aqueles que nasceram depois desta geração tornaram-se menos observantes do dever e mais gananciosos, até que veio a Raça de Bronze, quando a deusa não mais aguentou, e fugiu para as estrelas.
Outras versões, ainda segundo Higino, chamam-na de Fortuna ou de Ceres, e disputam a versão porque a cabeça da constelação é de pouco brilho.
Outros a chamam de Erígone, a filha de Ícaro. Ícaro morava com sua filha virgem Erígone e seu cão Maera, e hospedou Liber Pater, que o ensinou o segredo do vinho. Ícaro deu o vinho a uns pastores que, acreditando que ele os tinha envenenado, o mataram a pauladas. Seu cão Maera, latindo sobre o corpo morto do dono, chamou Erígone, que se enforcou. Liber Pater então afligiu as mulheres atenienses com uma praga, que só terminou quando eles puniram os pastores e instituiram um festival em honra aos falecidos. Os deuses então transformaram ambos em estrelas: Erígone virou a constelação de Virgem e Icário a estrela Arcturo.
Outra versão é que a constelação a filha de Apolo e Chrysothemis, chamada Parthenos, que morreu jovem e foi colocada por Apolo entre as constelações.